# 波纹螂斗蛤
波纹螂斗蛤（学名：Myadora fluctuosa）是笋螂目三角瓣蛤科螂斗蛤屬的一種。

## 型態描述
與其他本科物種一樣：本物種壳质坚厚、能密闭，前、后不等，左右壳亦不等。
本物種的殻並沒有小月面，是辨識本物種的一個關鍵。

## 分佈
主要分布于中国大陆的黃海中部水深58-77米的冷水團活躍範圍，在日本水域的深度分佈範圍反而較廣泛。